# Theaterverlag
Ein Theaterverlag, auch Bühnenverlag oder Bühnenvertrieb, ist ein Dienstleister, der Autoren von Theaterstücken betreut und sich bemüht, diese an möglichst vielen Bühnen zur Aufführung zu bringen.
Zu den Aufgaben eines Theaterverlags gehören
- die Auswahl und das Lektorieren eingesandter Stücke,
- die Beratung der Autoren hinsichtlich der Platzierung von Stücken,
- der Kontakt und die Verhandlungen mit interessierten Theatern und gegebenenfalls
- der Abschluss eines Vertrages über die Aufführung, sowie
- die Vermarktung von Nebenrechten, insbesondere die Verwertung in Film, Fernsehen und Rundfunk.

Der Theaterverlag kann demnach als spezielle Form der Literaturagentur betrachtet werden. Die Publikation von Theaterstücken in Buchform gehört im Allgemeinen nicht zu den Aufgaben eines Theaterverlags.